# Вьйо Булонь
Вьйо Булонь (фр. Vieux Boulogne, фр. Sablé du Boulonnais) — французький м'який сир, який виготовляють у місті Булонь-сюр-Мер у Нор-Па-де-Кале. Яскраво-помаранчеву скоринку в процесі виготовлення вимочують у пиві. Сир відомий, як найсмердючіший французький сир.

## Опис
Вьйо Булонь виготовляють із непастеризованого коров'ячого молока. Дозріває 7–9 тижнів. Головка має форму квадрата зі стороною 11 см, товщину 4 см, масу 500 г. Сир відноситься до категорії pre-salé (солений під час виготовлення).
Відомий своїм сильним запахом, і в листопаді 2004 року дослідники з Кренфілдського університету (Бедфордшир) назвали Вьйо Булонь «найсмердючішим» із 15 французьких і британських сирів, які брали участь у дослідженні. Ще одне дослідження, проведене в тому ж університеті в 2007 році з використанням «електронного носа», підтвердило цей статус Вьйо Булонь.